# 일소대 기념비
일소대 기념비는 대구광역시 북구 침산 1동 오봉산에 있던 박중양(朴重陽)의 친필 비석이다. 1943년 6월에 건립되었으며, 둥근 타원형 돌에 박중양의 친필 일소대(一笑臺)라고 새겨져 있었다.
오봉산 제1봉 정상에 있었으며 입구에는 적벽돌로 쌓은 계단이 있었다. 입구를 따라 올라가다 보면 벽돌로 쌓은 단 위에 일소대라고 새겨진 둥근 타원형 대리석이 있었다. 1996년부터 민족문제연구소, 흥사단 대구지부 등의 철거 운동이 나타면서 2004년 박중양의 후손들에 의해 자진 철거되었다.

## 같이 보기
- 일소대
- 침산공원
- 박중양